# Sergia (Campanulaceae)
Sergia es un género de plantas  perteneciente a la familia Campanulaceae. Contiene dos especies. Es originario de Asia Central. Comprende 2 especies descritas y 2 aceptadas.

## Taxonomía
El género fue descrito por Aleksandr Fiódorov y publicado en Flora URSS 24: 474. 1957. La especie tipo es: Sergia sewerzowii (Regel) Fed.

## Especies aceptadas
A continuación se brinda un listado de las especies del género Sergia (Campanulaceae) aceptadas hasta octubre de 2013, ordenadas alfabéticamente. Para cada una se indica el nombre binomial seguido del autor, abreviado según las convenciones y usos.
- Sergia regelii (Trautv.) Fed.
- Sergia sewerzowii (Regel) Fed.